# 国鉄C35形コンテナ
国鉄C35形コンテナ（こくてつC35がたコンテナ）とは、日本国有鉄道（国鉄）が、1984年（昭和59年）から1986年（昭和61年）まで製造した、鉄道輸送用の12ft長5トン積み有蓋コンテナである。

## 概要
1983年（昭和58年）に、国鉄は複数方向から荷役可能な二方開きのC31形を製造していたが、全高を若干高くし内容積を増やしつつも、自重及び製造コストの低減を図った本形式が開発された。国鉄コンテナ初の内張りベニヤ板の全面廃止等、構造の簡易化や製作工数の削減により、1個当たりの製造価格は従来の4分の3に削減され、財政難の国鉄末期における大量増備を可能とした。製造は民間の富士重工業、東急車輛製造のみならず、苗穂・盛岡・土崎・仙台・郡山・大宮・大井・大船・長野・名古屋・鷹取・後藤・広島・幡生・多度津・小倉の16工場、釧路・新津・鹿児島の各車両管理所、旭川・五稜郭・若松の各車両センター、博多総合車両部などの国鉄工場でも広く分散して行われた。製作数は11,600個である。
しかし、1986年（昭和61年）に、本形式に従来通りの内張りベニヤ板を施した新形式となるC36形へと製造が移行し、本コンテナの製造は中止された。

## 構造
- 荷役扉は、側面及び妻面の二方開きで、外法寸法は高さ2,438mm、幅2,438mm、長さ3,658mmと、従来の国鉄コンテナより全高が若干増えている。最小内法寸法は高さ2,081mm、幅2,322mm、長さ3,541mm。妻入口は高さ1,937mm、幅2,257mm。側入口は高さ1,937mm、幅3,351mm。床面積は8.3m2、内容積は17.2m3。
- 側板および屋根、扉に至るまでプレス鋼板製として自動溶接を可能とし、工作の簡易化を図っている。また、製造所により2種のプレス形状がある。
- 内部に結露防止用の内張り合板を全く張っていないほか、鋼板に防錆塗料を塗ってある点などが、他のコンテナと大きく違う。
- 製造時期により、荷票受・表示票受の位置に差異がある。初期に製造されたものは、右側の側扉に荷票受とその上に表示票受、反対側面の右端に荷票受が設けられていた。途中から、側扉の荷票受が左側に移され、反対側面の荷票受も左端に移動している。
- 塗装は、青22号「コンテナブルー」一色とされた。この色は、後に発足したJR貨物のコーポレートカラーにも採用されている。

## 現状
- 1987年（昭和62年）4月の国鉄分割民営化に際しては、11,592個が日本貨物鉄道（JR貨物）に引き継がれ、継続使用された。
- 1994年（平成6年）度以降、19B形や19D形、19G形といった新形コンテナの登場によって、廃棄やWC35形への改造が進み、2010年（平成22年）度に全廃された。